# Sanjaasürengiin Zorig
Sanjaasurengiin Zorig (em mongol:  Санжаасүрэнгийн Зориг, Ulaanbaatar, 20 de abril de 1962 – 2 de outubro de 1998) foi um político mongol proeminente e líder da Revolução Democrática da Mongólia em 1990. Ele é chamado de "Andorinha Dourada da Democracia" (em mongol:  Ардчиллын алтан хараацай).

## Vida antes da política
O avô de Zorig era A. D. Simukov, um geógrafo e etnógrafo russo que viajou à Mongólia como membro de uma expedição científica patrocinada pela recém-criada União Soviética. Lá, foi vítima dos expurgos de Khorloogiin Choibalsan, deixando a futura mãe de Zorig, órfã. Ela se casaria com Sanjaasüren, um professor universitário da minoria buriate, tendo como segundo filho o futuro reformador.
A partir de 1970, Zorig cursou o ensino médio em uma escola russófona da capital do país. De 1980 a 1985, estudou Filosofia na Universidade Estatal de Moscou. Posteriormente, trabalhou como professor universitário na Universidade Nacional da Mongólia, onde criou em 1988 um grêmio estudantil focado na promoção da democracia como sistema político no país, sendo na universidade onde começa o seu engajamento na política nacional.

## Carreira política

### Revolução Democrática
Em 1989 e 1990, S. Zorig teve um papel proeminente durante os eventos que culminaram na democratização da Mongólia. Em dezembro de 1989, um mês após a queda do Muro de Berlim, ele liderou um grupo de 200 ativistas num protesto público demandando eleições diretas e economia de livre-mercado. Em janeiro, seus companheiros começaram a organizar protestos semanais na Praça Sükhbaatar, no coração de Ulã Bator. No início pareciam pequenos, mas angariaram multidões na passagem de janeiro para fevereiro. Consequentemente, as tensões aumentaram entre o povo e o governo central, quando violência policial foi posta em prática e houve embates físicos. Neste ponto, Zorig se senta nos ombros de um amigo para se fazer visível, pega um megafone e clama por calma. A foto do mesmo pedindo calma aos manifestantes se tornou um ícone da revolução pacífica naquela país. Em março, o Politburo da Mongólia renuncia e o país se torna uma república democrática.

### Após a Revolução
Em junho de 1990, Zorig é eleito membro da Grande Assembleia Estatal, câmara legislativa do país. Em agosto de 1991, ele foi o único dos grandes líderes da Mongólia a denunciar o Golpe de Agosto, articulado contra as medidas liberalizantes de Gorbatchev. Eleito em ambas as eleições de 1992 e 1996, atuou primeiramente como membro independente e no segundo mandato como político de situação, quando o Partido Democrático da Mongólia se tornou o primeiro não-comunista a assumir o poder desde a Revolução Mongol de 1921. Zorig, durante o exercício político, questionou a velocidade das reformas econômicas instituídas após a tomada do poder pelos Democratas, acreditando que elas não seriam justas e que arrastariam muitos mongóis para abaixo da linha de pobreza.  Ainda em 1998, se tornou Ministro da Infraestrutura.
O ano de 1998 foi de crise política na Mongólia. Tsakhiagiin Elbegdorj se tornou o novo primeiro-ministro do país em abril de 1998, e em uma de suas primeiras decisões vendeu um banco estatal para a empresa Golomt Bank, cujos donos eram membros do Partido Democrata. Em resposta, membros do Partido Popular Revolucionário, de oposição, protestaram e pressionaram o governo que, sem maioria no Parlamento, renunciou.. Os partidos se reuniram e, em decisão discreta, concordaram em lançar como candidato para primeiro-ministro o então Ministro da Infraestrutura, S. Zorig. O anúncio oficial estava marcado para 5 de outubro.

## Assassinato
Zorig foi assassinado em 2 de outubro de 1998. Dois criminosos invadiram seu apartamento, amarraram sua namorada e esperaram sua chegada. Quando se aproximou da porta do domicílio, foi esfaqueado dezesseis vezes, incluindo três facadas no coração. Inusitadamente, os invasores roubaram uma lata de vinagre e de molho de soja antes de fugir do apartamento.
O seu assassinato permaneceu irresoluto por dezenove anos, até que em dezembro de 2016, culminando em especulações de que o assassino seria alguém com conhecimento de que Zorig estava na iminência de assumir o cargo de primeiro-ministro. A namorada do político, Bulgan, também foi alvo de investigações por parte da polícia, tendo permanecido na cadeia por alguns dias, mas nenhuma acusação foi efetuada.

## Legado
Após seu falecimento, a irmã de Zorig, Sanjaasürengiin Oyuun, foi eleita para uma cadeira no Parlamento Mongol. Ela posteriormente serviu como Ministra das Relações Exteriores. O partido político criado por ela, Irgenii Zorig Nam (em mongol: "Иргэний зориг"), carrega uma homenagem a ele em seu nome.
Uma estátua foi erguida em sua homenagem em Ulã Bator. O monumento está de frente para o Palácio do Governo, simbolizando a célebre caminhada matinal de Zorig ao redor de seu local de trabalho. Flores são postas na estátua todo ano no dia de sua morte, assistidas por família, amigos e companheiros da vida política.
A Fundação Zorig, fundada em outubro de 1998, um pouco depois da trágica morte do político, existe hoje como "uma organização não-governamental mongol que promove a democracia através da ação social, participação dos jovens e programas de cidadania".